# Warfield Motor Car Company
Warfield Motor Car Company war ein britischer Hersteller von Automobilen.

## Unternehmensgeschichte
Das Unternehmen aus dem Londoner Stadtteil Teddington stellte Dampfmotoren her. 1903 begann die Produktion von Automobilen. Der Markenname lautete Warfield. Im gleichen Jahr endete die Automobilproduktion.

## Fahrzeuge
Das Unternehmen stellte Dampfwagen her. Der Dampfkessel vertrug 3000 psi.